# Pietro Palmaroli
 (mars 2024).
Pour les articles homonymes, voir Palmaroli.
 (mars 2024).
Pietro Palmaroli est un peintre italien, né le 2 juin 1767 à Rome et mort le 12 février 1828 dans cette même ville .

## Biographie
Palmaroli s’adonne surtout à la restauration des vieux tableaux, et il est le premier qui, en enlevant des fresques de dessus les murs où elles sont fixées, les transfère sur toile. La première opération qu’il tente porte sur la Descente de croix de Daniele da Volterra, qui est en 1811 dans l’église de la Trinité-des-Monts ; ce tableau est encore dans la même église, mais non dans la chapelle où il se trouve à l'origine. Le succès de cette entreprise produit en Italie une vive sensation. Le renom d’habileté dont Palmaroli jouit comme restaurateur de tableaux le fait déménager à Dresde, où la célèbre Madone Sixtine de Raphaël lui est confiée. Parmi les travaux les plus importants de cet artiste, on doit signaler ceux qu’il exécute en 1816 sur la fameuse fresque de Raphaël représentant les sibylles, et qui a été peinte pour Agostino Chigi dans l’église Sainte-Marie-de-la-Paix de Rome. Le pape Alexandre VII a fait subir à ce chef-d’œuvre de déplorables restaurations ; grâce à Palmaroli, l’œuvre est autant que possible rétablie de manière à satisfaire les admirateurs de l’immortel Sanzio.